# Esmeralda (kraak)

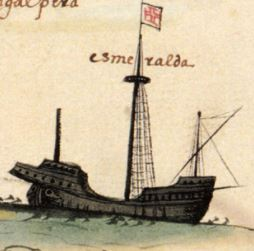

De Esmeralda was een kraak uit de Indische armada van Vasco da Gama tijdens de Portugese ontdekkingsreizen. Ze zonk in 1503 en werd in 2013-2015 opgegraven.

## Geschiedenis
In 1502 vertrok Vasco da Gama met twintig schepen voor een tweede zeereis naar India. In 1503 keerde hij opnieuw met buit terug naar Portugal. De Esmeralda, onder bevel van Da Gama's oom Vicente Sodré, maakte deel uit van het squadron dat hij achterliet en dat tot taak had de Portugese belangen op de Indiase kust te bewaken. In plaats daarvan voer de Esmeralda naar de Golf van Aden om te jagen op Arabische schepen.
In mei 1503 lag het voor het eiland Al-Hallaniyah bij Oman toen het door een storm van het anker losgeslagen werd en te pletter sloeg op de rotsen. Ook het zusterschip de São Pedro verging.
De gebeurtenissen zijn bekend uit eigentijdse kronieken en uit een brief aan koning Manuel I van Portugal. Er bestaat zelfs een illustratie van in een manuscript uit 1568.
Het wrak van de Esmeralda werd in 1998 teruggevonden. De locatie werd geheim gehouden en archeologen konden het in 2013-2015 opgraven. De identificatie is onder meer gesteund op stenen kanonskogels waarin de initialen VS van de kapitein waren gegraveerd en op een klok met het jaartal [1]498. Voorts werd een zeldzame scheepsastrolabe aangetroffen, de oudste die bewaard is. 
Het wrak is het vroegste uit het tijdperk van de Europese ontdekkingen.

## Voetnoten
1. ↑  500-Year-Old Portuguese Shipwreck From Famed Explorer's Fleet[dode link], Smithsonianmag.com, 16 maart 2016